# بال لوندين
بال لوندين (بالسويدية: Pål Lundin)‏ هو لاعب كرة قدم سويدي في مركز حراسة المرمى، ولد في 21 نوفمبر 1964 في Osby ‏ في السويد. لعب مع أكسفورد يونايتد ونادي أوسترس.

## وصلات خارجية
- بال لوندين على موقع اتحاد السويد (السويدية)
- بال لوندين على موقع قاعدة بيانات كرة القدم.إي يو (الإنجليزية)
- بال لوندين على موقع Soccerbase.com (لاعب) (الإنجليزية)